# Xã Portage, Quận Hancock, Ohio
Xã Portage (tiếng Anh: Portage Township) là một xã thuộc quận Hancock, tiểu bang Ohio, Hoa Kỳ. Năm 2010, dân số của xã này là 692 người.